# Parsonsia laevis
Parsonsia laevis är en oleanderväxtart som först beskrevs av Asa Gray, och fick sitt nu gällande namn av Markgraf. Parsonsia laevis ingår i släktet Parsonsia och familjen oleanderväxter. Inga underarter finns listade i Catalogue of Life.